# Giovanni Battista Livizzani
Giovanni Battista Livizzani (fl. XVII secolo) è stato un pittore e poeta italiano che visse nella prima parte del XVII secolo.
Alcune rappresentazioni di Livizzani sono state incise. Tuttavia, era più famoso per le sue opere scritte che per i suoi dipinti .